# Trzebiesławice (Sainte-Croix)
Pour les articles homonymes, voir Trzebiesławice.
Trzebiesławice est une localité polonaise de la gmina de Łoniów, située dans le powiat de Sandomierz en voïvodie de Sainte-Croix.